# دانشنامه زبان تاجیکی
دانشنامه زبان تاجیکی عنوان دانشنامه‌ای به زبان تاجیکی است، که در شهر دوشنبه، چاپ و منتشر شده. تهیه‌کنندگان این دانشنامه پژوهشگرانی به نام‌های «معظم دلاورف»، «فریدون محمدالله» و «عابد شکورزاده»، هستند. دانشنامه زبان تاجیکی اولین دانشنامه به‌زبان تاجیکی است.